# Saux-et-Pomarède
Saux-et-Pomarède é uma comuna francesa na região administrativa de Occitânia, no departamento de Alta Garona. Estende-se por uma área de 12,52 km². Em 2010 a comuna tinha 270 habitantes (densidade: 21,6 hab./km²).